# Ghevont Alișan
Ghevont Alișan (n. 6/18 iulie 1820, Constantinopol, Imperiul Otoman – d. 9 noiembrie 1901, San Lazzaro degli Armeni, Veneto, Italia) a fost un călugăr armean, stareț al mănăstirii venețiene San Lazzaro degli Armeni.